# DECC駅
DECC駅（でぃーいーしーしーえき、アラビア語: مركز المعارض）は、カタール・ドーハにあるドーハメトロレッドラインの駅である。

## 概要
DECCは、Doha Exhibition and Convention Centerの略称である。カタールで最も有名なショッピングモールであるシティセンターの最寄り駅である。

## 歴史
- 2019年
  - 5月8日：ドーハメトロレッドライン、アル・カサール駅 - アル・ワクラ駅間の開通により開業。

## 駅構造
島式ホーム1面2線を有する地下駅。ゲートモールとシティセンターの間にある。

### のりば
東側ホームからはルサイル方面への列車のみ、西側ホームにはルサイル方面からの列車のみが発着する。
| のりば             | 路線          | 方向 | 行先                                                        |
| ------------------ | ------------- | ---- | ----------------------------------------------------------- |
| レッドラインホーム |               |      |                                                             |
| 東側               | ■レッドライン | 北行 | アル・カサール、ルサイル方面                                |
| 西側               | ■レッドライン | 南行 | ムシェイレブ、アル・ワクラ、ハマド国際空港第1ターミナル方面 |

### ホームドア
ホームドアについては、レッドライン#無人運転とホームドアを参照のこと。

### 設備
プラットホームに各のりばの発車案内を示すモニター式案内装置が設置されている。
コンコースにイスラム教の礼拝施設がある。

## 駅周辺
- 東口
  - ドーハ・エキシビジョン・アンド・コンベンション・センター
  - シティーセンター
  - マリオット・マーキス・シティセンター・ドーハ・ホテル
  - JWマリオット・マーキス・シティセンター・ドーハ・ホテル
  - シティ センター・ロタナ・ドーハ
- 西口
  - ゲートモール
  - インターコンチネンタル・ドーハ・ザ・シティ

## バス路線
バス停は駅東口にある。無料シャトルバス「メトロリンク」のほか国営交通会社ムーワーサラート(Mowasalat)のバスも運行されている。ムーワーサラートの停留所番号は、61500である。
東口乗り場
- メトロリンク
  - [M105]：DECC循環・外回り（金・土曜運休）[2]

- ムーワーサラート
  - [57]：ムーワーサラート(停留所番号：6000)行き[3]

このほか、無料デマンドバス「メトロエクスプレス」の運行がある。

## 隣の駅
■レッドライン
アル・カサール駅 - DECC駅 - ウェストベイ駅